# 金刀比羅神社 (恵那市山岡町原)
金刀比羅神社（ことひらじんじゃ）は、岐阜県恵那市山岡町原に鎮座する神社（金刀比羅神社）。

## 概要
- 延宝元年（1673年）創建。美濃国恵那郡原村の村民が讃岐国の金刀比羅宮から分祀し、祠を建てたのが始まりという[1][2]。明和元年（1764年）に本殿を新築[1][2]。
- 宝暦年間、小木曽喜兵衛が村民を代表して33回金刀比羅宮に参拝し、その都度持ち帰った神土を本殿に納めたと伝わっている[1]。
- 境内には日清戦役紀念碑、日露戦役紀念碑、殉國之碑、忠魂碑があり、この地域（恵那郡鶴岡村）の英霊を祀る。
- 旧社格は村社。1963年（昭和38年）1月に岐阜県神社庁より県神社庁長参向指定神社（金幣社）の指定を受ける[3]。

## 祭神
- 大物主神
- 崇徳天皇

## 祭事
- 春の大祭

4月第2日曜日
- 秋の大祭

11月第2日曜日

## 交通アクセス
- 恵那市自主運行バス山岡地区[52]吹越線「金刀比羅神社」バス停下車、徒歩で約2分。